# Piórkowanie
Piórkowanie (pikowanie) – technika strzyżenia włosów polegająca na przerzedzaniu ich w części środkowej i na końcach w celu nadania fryzurze lekko postrzępionego wyglądu. 
Piórkowanie nie zmniejsza objętości fryzury i gęstości owłosienia, w odróżnieniu od innej techniki strzyżenia - degażowania (efilowania).